# Mascaramento em audiometria
O Mascaramento é utilizado para que o estímulo apresentado seja escutado apenas na orelha testada. Para isso, é adicionado um ruído mascarante na orelha não testada, possibilitando, assim, a obtenção dos limiares auditivos de cada orelha separadamente. A técnica pode ser utilizada na avaliação audiológica básica (audiometria e logoaudiometria) e na avaliação eletrofisiológica. Dessa forma, o som mascarador diminui a capacidade da orelha não testada de responder ao estímulo, conferindo novos limiares ao paciente, que se dão a partir do ruído mascarador. Portanto, seu objetivo é atribuir fidedignidade aos resultados da audiometria, não havendo margens para suposições de que a resposta recebida não seja exclusiva de uma orelha ou outra. A necessidade de mascaramento é verificada pelos audiologistas através da análise e da comparação das respostas obtidas sem o mascaramento.

## Atenuação interaural
A atenuação interaural (AI) é a perda da energia sonora que ocorre quando há a apresentação de um estímulo acústico à orelha testada e o estímulo é percebido pela orelha não testada. Os valores dessa perda dependem da frequência da onda sonora apresentada como estímulo, do tipo de transdutor utilizado e do sinal acústico. Na condução por via aérea, a energia sonora que chega à orelha contralateral à testada é sempre inferior à apresentada na orelha testada. Isso porque é necessário retirar o crânio do repouso para que o som chegue ao lado oposto, pois existem muitas estruturas a serem percorridas até que a onda sonora chegue ao órgão sensitivo da audição.[carece de fontes?]

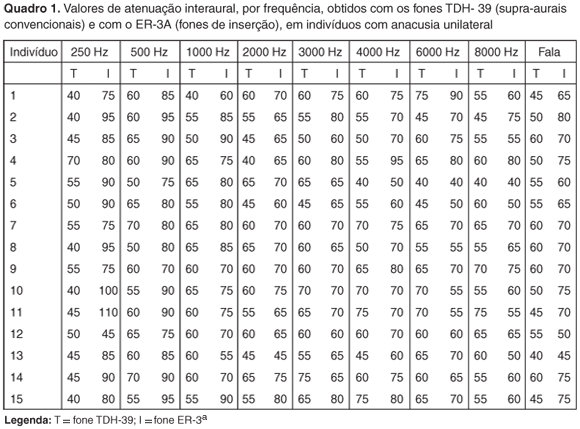
Comparação da atenuação interaural entre o fone supra-aural e o fone de inserção

No quadro ao lado, podemos ver a comparação entre os valores de atenuação dos fones comumente utilizados no exame da audiometria, o fone de inserção e o fone supra-aural. Na pesquisa dos limiares auditivos por via aérea, o fone de inserção fornece maior atenuação interaural do que o supra-aural, tanto para tons puros quanto para sons da fala. Ademais, os fones de inserção atenuam o ruído ambiental, evitam o colabamento do meato acústico externo e, com isso, propiciam maior conforto durante a realização do exame.
Quando há a busca de limiares por condução óssea, a atenuação interaural é zero, pois, com o uso do vibrador ósseo posicionado na mastóide, todo o crânio entra em vibração simultaneamente, ocasionando sensação auditiva nas duas cócleas de maneira igual, não havendo perda de energia durante o percurso do som.Além disso, a pesquisa de limiares auditivos por via óssea se limita às frequências de 500Hz, 1000Hz, 2000Hz, 3000Hz e 4000Hz, já que abaixo de 500Hz há produção de sensação tátil e acima de 4000Hz há distorção do som. Ambos os efeitos interferem na pesquisa dos limiares auditivos, alterando o resultado.

## Conceitos utilizados no mascaramento
- Audição cruzada[7]

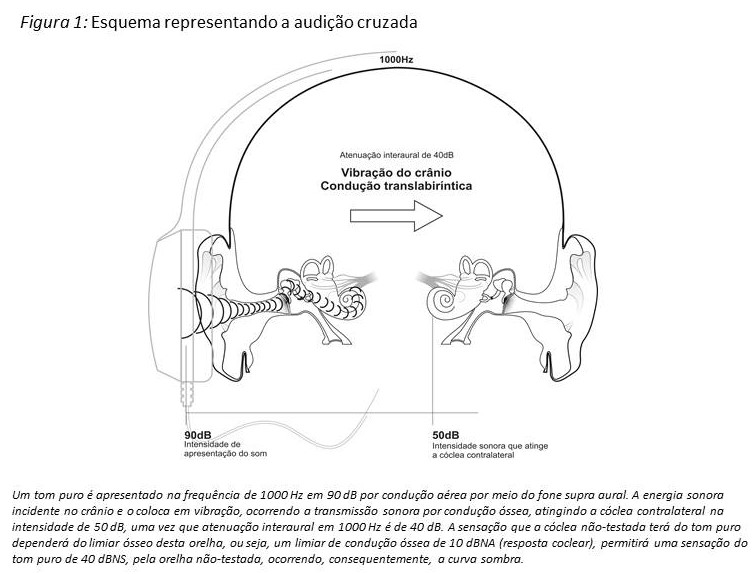
Representação de como ocorre a audição cruzada

O estímulo sonoro apresentado em uma orelha é percebido pela orelha não testada.
- Curva sombra[7]

Conjunto de respostas da orelha testada que correspondem aos limiares auditivos da orelha não testada. Tal situação indica a presença de audição cruzada.
- Mascaramento ipsilateral[8]

O ruído mascarador e o estímulo são apresentados ao mesmo tempo e na mesma orelha. Essa abordagem auxilia na realização da calibração do mascaramento, determinando, assim,  a eficácia do ruído mascarante.
- Mascaramento contralateral[8]

O estímulo e o ruído mascarador são apresentados em orelhas diferentes. Clinicamente, essa abordagem é utilizada para que a orelha não testada (a que recebe o mascaramento) não interfira nas respostas da orelha testada ( a que recebe o estímulo em tom puro).
- Mascaramento mínimo[8]

É a menor intensidade de mascaramento utilizada capaz de causar uma alteração no limiar.
- Mascaramento máximo

É a intensidade limite que o ruído mascarador pode ter para não provocar o supermascaramento.[carece de fontes?]

## Mascaramento na avaliação audiológica básica
A onda sonora se propaga pelo sistema auditivo periférico através de dois mecanismos: ósseo e aéreo. A cóclea é o órgão receptor, independente do meio de condução do som. Durante a pesquisa dos limiares por condução aérea, o profissional deverá ter a percepção e o raciocínio de quando será necessário o mascaramento para anular a percepção do tom puro na orelha não testada. Se não realizado, a detecção do tom puro pela orelha contralateral à testada pode alterar o resultado da audiometria, revelando uma audiometria infiel à realidade.

### Método Platô
Um dos possíveis métodos utilizados na prática clínica para a realização do mascaramento é o método Platô, desenvolvido por Linda J. Hood na década de 1960. Segundo essa técnica, durante a pesquisa dos limiares auditivos, o nível de mascaramento é aumentado progressivamente até que o estímulo apresentado fique inaudível para a orelha não testada
Aplicação do método Platô
1. Realizar a obtenção dos limiares sem mascaramento.
2. Avaliar se existe a necessidade de mascaramento considerando os valores de atenuação interaural por frequência.
3. Adicionar o nível de mascaramento inicial (15dB) com base no limiar da orelha não testada.
4. Aumentar o nível de mascaramento em 10 dB e retestar o limiar.
5. Aumentar o nível de mascaramento de 10 em 10 dB até que haja pelo menos duas respostas estáveis ( sem alteração de limiar) para que seja obtido o verdadeiro limiar da orelha testada.

O momento em que o limiar auditivo permanece inalterado é indicativo de que se chegou ao real limiar da orelha testada, como intitulado pelo autor do método de change over.

### Obtenção dos limiares por via aérea (VA)
Será necessário realizar mascaramento quando o  o valor do limiar da via aérea da orelha testada  for subtraído pela atenuação interaural (min: 40dBNA) e o resultado obtido for maior que o limiar da via óssea na orelha não testada.

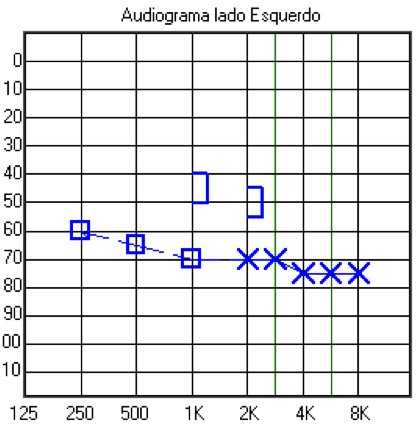
Audiograma com mascaramento por via aérea e por via óssea

O mascaramento será suficiente se o nível de sensação do ruído se sobressair ao nível de sensação do tom puro. Caso não o for, a partir da descoberta do novo limiar com o mascaramento insuficiente, pode-se repetir o processo com uma nova intensidade de ruído mascarador ou aumentar a intensidade proporcionalmente ao aumento do limiar. Por exemplo, se antes o limiar de via aérea era 40dB e, com o mascaramento, rebaixou para 50dB, a intensidade do ruído mascarador deverá aumentar também 10dB.

### Obtenção pesquisa dos limiares por via óssea (VO)
Será necessário utilizar ruído mascarador quando o limiar da via óssea na orelha testada - limiar via óssea da orelha não testada > 0dB
Na pesquisa dos limiares ósseos, é necessário lembrar que, quando há o posicionamento do vibrador ósseo na mastóide, a vibração será transmitida de forma igual às duas cócleas. Portanto, a resposta dos limiares sem o mascaramento sempre irá se referir àquela de melhor limiar, pois a atenuação interaural da via óssea é zero.

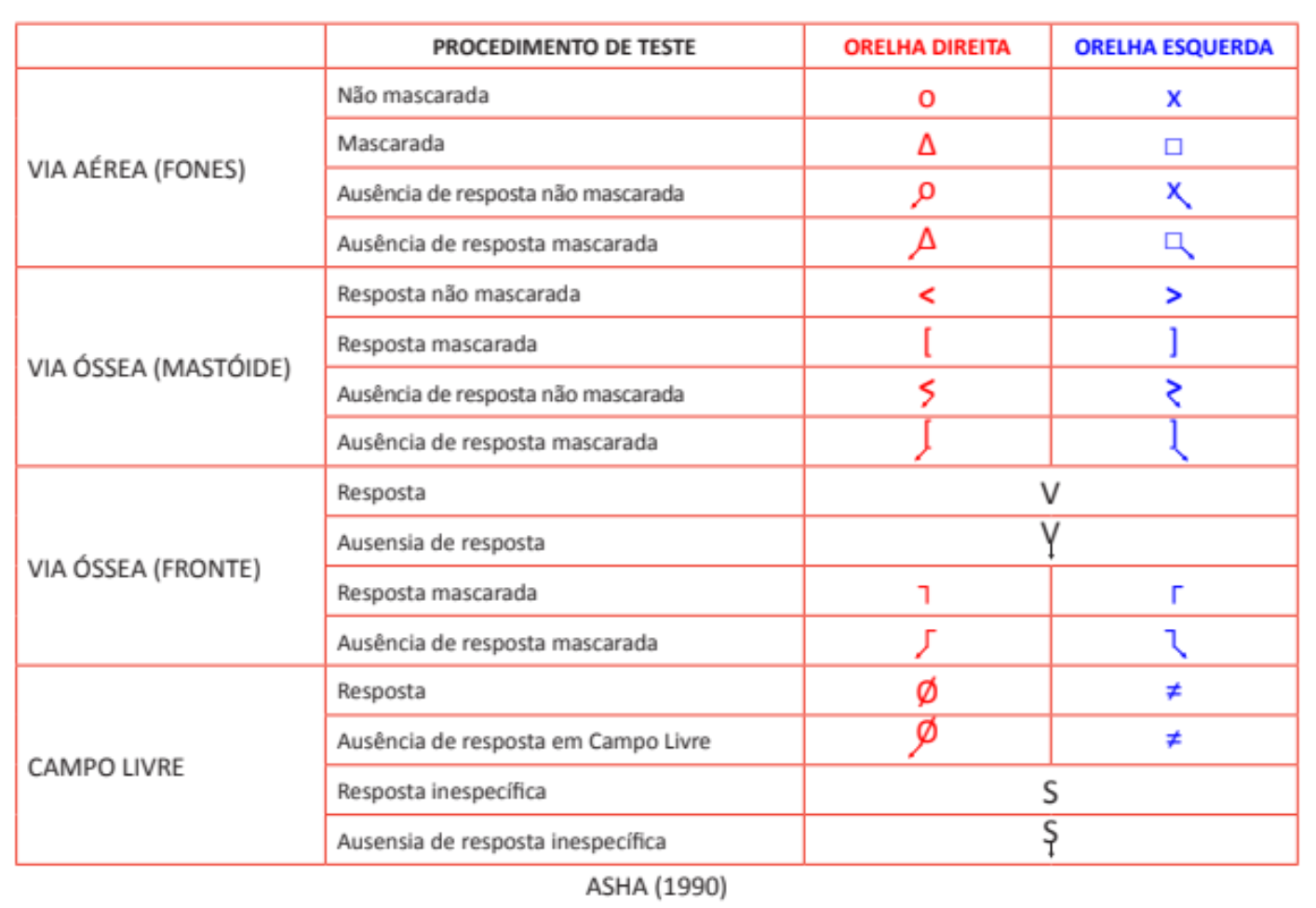
Símbolos utilizados para fazer a marcação do limiar no audiograma

Há casos em que é necessária a separação dos limiares da pior e da melhor cóclea para fins de diagnóstico do tipo da perda auditiva quando há a existência de gap aéreo-ósseo (diferença de energia na transmissão do som entre a via aérea e a via óssea) maior ou igual do que 15 dB.[carece de fontes?]
Apesar de o método Platô ser o mais utilizado pelos fonoaudiólogos, existem outras técnicas, tais como o método Ptimizado. Esse método considera o método Platô complexo e demorado e, ao invés de começar o teste considerando os limiares auditivos da via aérea não testada, o método Otimizado considera os limiares da orelha testada. Contudo, alguns estudos demonstram que, comparando os dois testes, não há real diferença quanto ao resultado final.

### Logoaudiometria
Na logoaudiometria, podemos obter  o Limiar de Reconhecimento de Fala (LRF) e o Índice de Reconhecimento de Fala (IRF). Esse exame permite alcançar informações sobre como estão as habilidades de identificação dos sons que fazem parte do nosso cotidiano, nesse caso, a fala. Embora o estímulo testado seja o da fala, a  logoaudiometria sofre a mesma dificuldade da audiometria, pois a orelha contralateral pode estar influenciando na resposta da orelha testada, sendo necessário o uso do mascaramento.
O raciocínio para o mascaramento em logoaudiometria é similar àquele empregado na pesquisa de limiares por via aérea. O nível de apresentação do estímulo de fala não deverá ser percebido pela orelha contralateral. Para isso, é analisada a intensidade do estímulo na orelha testada (para a pesquisa de LRF e IRF) considerando-se uma  atenuação interaural de 45 dB. Pórem, diferente da pesquisa de limiar por via aérea, na logoaudiometria o nível de mascaramento é fixo, não ocorrendo adição de incrementos. Sempre que houver a necessidade de utilizar mascaramento no LRF, será preciso utilizar no IRF também.
O tipo de ruído mais recomendado e utilizado no mascaramento da logoaudiometria é o speech noise, pois ele abrange o espectro de frequências presentes nos sons da fala. As  palavras apresentadas podem ser gravadas quanto a viva-voz

#### Limiar de Reconhecimento de Fala - LRF
Primeiramente, é realizado o exame sem mascaramento e, após a obtenção do resultado, é avaliada a necessidade de utlizar o ruído mascarante.
O limiar de reconhecimento de fala da orelha testada é subtraído pela atenuação interaural. Se o resultado for acima da média do limiar auditivo (da orelha não testada), será necessário utilizar mascaramento.
Exemplo:
- O resultado do LRF sem mascaramento ficou em 65dB à orelha direita.
- A média dos limiares auditivos da orelha esquerda (não testada) do paciente é 10dB  (média dos limiares das frequências de 500Hz, 1000Hz e 2000Hz)
- 65dB (média) - 45dB (atenuação interaural) = 20dB
- O limiar do paciente à orelha esquerda é 10dB e chegará a 30dB de intensidade, ou seja, será necessário utilizar mascaramento, pois a orelha não testada pode intervir nas respostas.

Para determinar o nível de sensação do ruído, deve-se levar em consideração que este deve ser 10 dB superior ao nível de intensidade atenuada, nesse caso, o mínimo de mascaramento a ser utilizado é 30dB.
Nível de sensação do ruído = nível de intensidade atenuada + 10

#### Índice de Reconhecimento de Fala - IRF
A pesquisa do índice de reconhecimento de fala (IRF) segue a mesma linha de raciocínio do LRF. Exemplo:
- O resultado do LRF sem mascaramento ficou em 65db à orelha direita
- A média dos limiares auditivos da orelha esquerda (não testada) do paciente é 10dB (média dos limiares das frequências de 500Hz, 1000Hz e 2000Hz).[14]

## Mascaramento na avaliação eletrofisiológica
Na avaliação eletrofisiológica, também é utilizado o mascaramento em algumas situações; porém, como existem poucos estudos sobre o assunto, a falta de consenso na literatura sobre a sua necessidade permanece.

#### Potencial Evocado Auditivo de Tronco Encefálico -PEATE
O PEATE é um exame objetivo e não invasivo que avalia a integridade da via auditiva, desde o nervo auditivo até o tronco encefálico.
O exame consiste na análise de sete ondas, cada uma representando um trecho da via auditiva central, captadas por eletrodos fixados na cabeça, em pontos específicos. Numa via auditiva em condições normais, a onda V sempre está presente. Por isso, um estudo da Universidade Federal de São Paulo analisou 22 indivíduos com perdas profundas ou severas unilateralmente e constatou que a onda V na orelha comprometida estava presente sem o uso de mascaramento. Já quando introduzido o mascaramento contralateral, essas respostas não foram as mesmas.
O mascaramento é bastante requisitado nos casos de perda auditiva sensorioneural unilateral, principalmente nos graus severo e profundo.  Nesses casos, o ruído mascarante é utilizado para evitar que ocorra a audição cruzada, fator que pode influenciar no resultado do exame. O mascaramento no PEATE permite a obtenção de respostas seguras em relação às latências e amplitudes das ondas.
O ruído mascarante mais utilizado no PEATE é o ruído branco (white noise), e o valor mínimo e máximo de mascaramento a ser utilizado é de 20 a 35 dBNS, respectivamente.
Atenuação interaural no PEATE para o estímulo clique:
- Fone de inserção: 55 dBNS
- Fone supra-aural:50 dBNS
- Fator de correção: 10 dBNS  (é necessário devido à diferença  entre o limiar eletrofisiológico e o limiar eletroacústico)

Será necessário mascarar quando:
Intensidade do estímulo (clique) - fator de correção (10 dB) - atenuação interaural > limiar da orelha não testada